# Sopot (Zagreb)
Sopot je zagrebačko gradsko naselje u južnom dijelu Grada Zagreba, a pripada gradskoj četvrti Novi Zagreb – istok.
Prema popisu stanovništva iz 2011., naselje ima 7428 stanovnika.
Sagrađeno je tijekom 1970-ih godina, a posebno dobiva na značaju 1979. godine od kada na sjeveru današnjom Avenijom Dubrovnik (tada Avenija Borisa Kidriča) prolazi tramvajska pruga.
Omeđuju ga Avenija Dubrovnik na sjeveru, Avenija Većeslava Holjevca na zapadu, Islandska ulica na jugu te Ulica Savezne Republike Njemačke na istoku. Nalazi se južno od naselja Središće, istočno od Sigeta, zapadno od Utrine te sjeverno od tzv. Savske poljane.
Neke od institucija u naselju su Ministarstvo financija – Porezna uprava Zagreb, Sportsko-rekreativni centar „Sopot” i Župa Tijela Kristova. Poštanski broj je 10010.